# Emil Herrmann
Emil Herrmann, född 9 april 1812 i Dresden, död 16 april 1885 i Gotha, var en tysk jurist.
Herrmann blev 1834 juris doktor och privatdocent i Leipzig, 1836 extra ordinarie professor i Kiel, 1842 ordinarie professor där, 1847 i Göttingen, 1868 i Heidelberg och var 1873–1878 president för det evangeliska överkyrkorådet i Berlin.  
Herrmann debuterade som kriminalist, straffrätten förblev hans favoritområde, till vilket han gav åtskilliga bidrag, både i tidskrifter, således i "Archiv des Criminalrechts", för vilken han var medutgivare från 1852, och i separata skrifter, till exempel Zur Beurtheilung des Entwurfs eines Criminalgesetzbuches für das Königreich Sachsen (1836) och den för sin tid utmärkta skildringen av Johann Freiherr zu Schwarzenberg (1841). 
Vid sidan härav bearbetade han Codex i bröderna Albert och Moritz Kriegels utgåva av "Corpus juris civilis" (1843), och tillsammans med åtta kolleger (Nicolaus Falck, Johannes Christiansen, Carl Otto von Madai, Johann Gustav Droysen, Georg Waitz, Johann Christian Ravit, Lorenz von Stein och Marcus Tönsen) utgav han den lilla skriften Staats- und Erbrecht des Herzogthums Schleswig. Kritik des Commissionsbedenkens über die Successionsverhältnisse des Herzogthums Schleswig (1846). 
Från mitten av 1840-talet inriktade han sig med kraft på kyrkorätten och de kyrkliga frågorna, hans talrika hithörande arbeten är till största delen skrivna med legislativa syften, bland annat Ueber die Stellung der Religionsgemeinschaften im Staate, besonders nach dem Hannoverschen Verfassungsrecht und den Grundrechten (1849) och Die nothwendigen Grundlagen einer die consistoriale und synodale Ordnung vereinigenden Kirchenverfassung (1862) - han var den egentliga skaparen av den nya preussiska kyrkoförfattningen. 
Under svåra förhållanden stod Herrmann i spetsen för den preussiska kyrkoförvaltningen – man kan exempelvis tänka på det svårlösta ärendet kring Theodor Hossbach. Han 
var en förtrolig vän till Isaak August Dorner, i vars brevväxling med Hans Lassen Martensen han ofta omtalas, men betraktades som en motståndare av de ortodoxa kyrkomännen (Immanuel Hegel, Ottomar Hermes med flera), vars hela hållning, vilken fann stöd hos kejsar Vilhelm, gav anledning till, att han sökte avsked. I sina Erindringer omtalar Niels Lassen Hermann med stor sympati.